# Trienter Codices

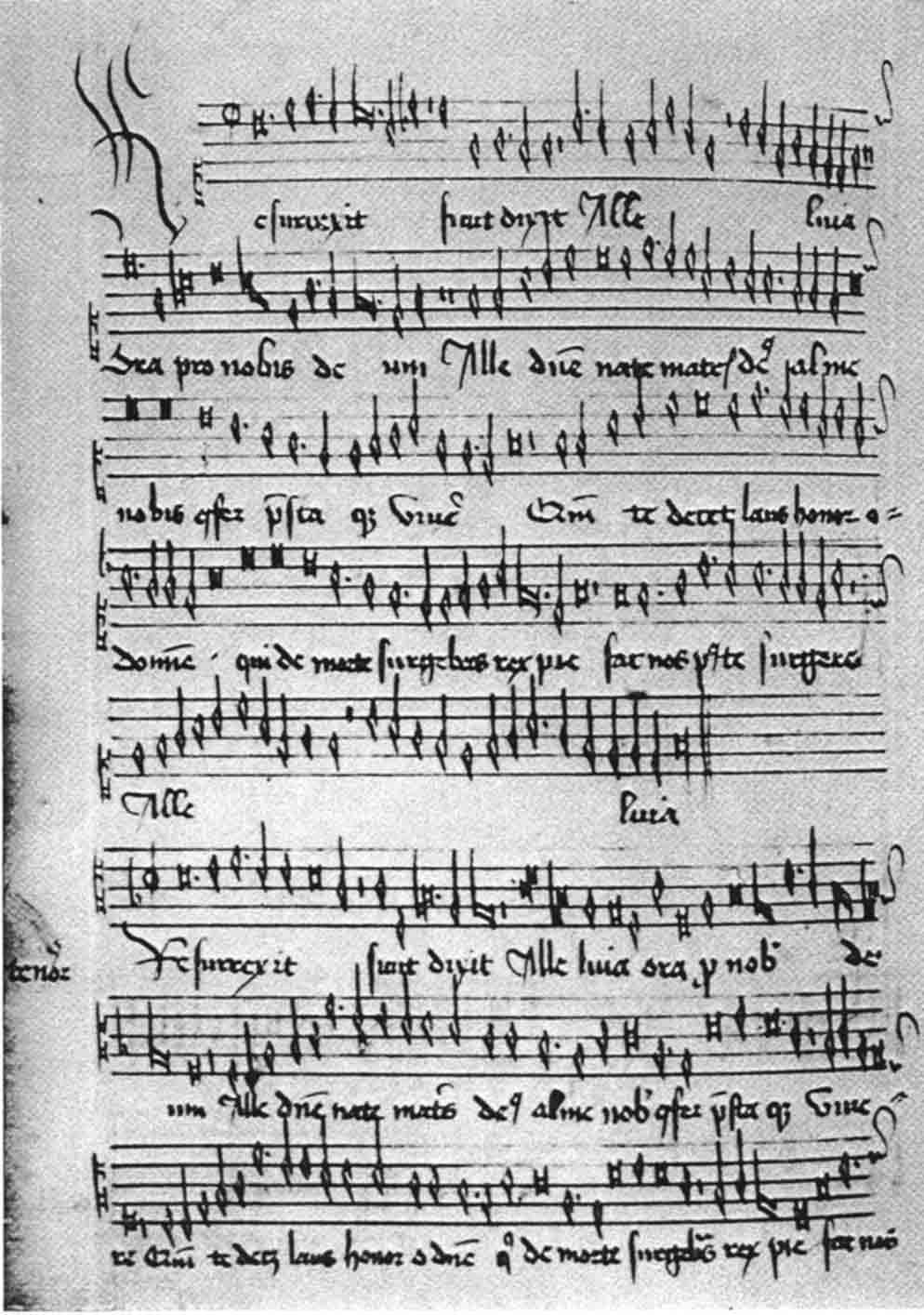
TrentC 87, folio 197

Die Trienter Codices (Trienter Musikhandschriften) sind die umfangreichste Sammlung mehrstimmiger, hauptsächlich geistlicher Musik des 15. Jahrhunderts.
Die Trienter Codices enthalten auf über 2000 beschriebenen Blättern 1585 Kompositionen. Diese stammen aus vielen Teilen Europas, etwa aus England, Niederlande, Frankreich, Italien, Deutschland und Polen. Darunter befinden sich Werke bekannter Meister wie Guillaume Du Fay, John Dunstable, Antoine Busnoys, Johannes Ockeghem, und Gilles Binchois. Die meisten Stücke sind Vertonungen des Messordinariums, doch es finden sich auch viele Motetten sowie weltliche Musik.
Sechs Bände wurden in den 1880er Jahren von Franz Xaver Haberl im Domarchiv Trient gefunden, als er in Italien nach Quellen für seine Palestrina-Gesamtausgabe (Komponist des 16. Jh.) suchte. Die sechs Bände, oft als TrentC 87–92 bezeichnet, befinden sich heute im Museo Provinciale d‘Arte im Castello del Buonconsiglio, Trient.
Ein siebter Band (TrentM 93) wurde 1920 von Rudolf von Ficker entdeckt. Er wird im Archivio capitolare von Trient aufbewahrt.
Die Entstehung der Sammlung ist nicht vollständig geklärt. Früh wurde vermutet, dass Teile davon in Wien entstanden, und anfänglich wurde die Sammlung hauptsächlich dem Trienter Bischof Johannes Hinderbach zugeschrieben. Heute ist klar, dass sie über Jahrzehnte aus unterschiedlichsten Quellen zusammengetragen wurde.
Aus der Untersuchung von Wasserzeichen konnte geschlossen werden, dass die Handschriften zwischen 1439 und 1470 geschrieben wurden. Die ältesten Teile der Bände TrentC 87 und 92 entstanden als erste – von 1439 bis 1442. Johannes Lupi (Wolf) aus Bozen wurde als ihr Hauptschreiber identifiziert. Johannes Wiser trug den größten Teil zu den anderen, späteren Bänden bei; er war Priester und Schulmeister an der Kathedralschule von Trient, als er an der Sammlung arbeitete.